# Эсфирь перед Артаксерксом (картина Пуссена)
«Эсфирь перед Артаксерксом» (фр. Esther devant Assuérus) — картина французского художника Никола Пуссена из собрания Государственного Эрмитажа.
Картина иллюстрирует один из самых популярных библейских сюжетов в мировом искусстве (Есф. 4:11—17; 5:1—4): Аман, первый придворный царя Артаксеркса, ненавидел своего соперника иудея Мардохея и решил с помощью царя уничтожить всех иудеев в Персии. Мардохей потребовал от Эсфири, чтобы та заступилась перед царём за свой народ. Вопреки строгому придворному этикету, нарушение которого грозило ей потерей своего положения и самой жизни, девушка явилась к Артаксерксу без приглашения и убедила его посетить приготовленный ею пир, на котором собиралась разоблачить замысел Амана. Во время разговора от сильного волнения она лишилась чувств .
Точная дата написания картины неизвестна, исполнена она по заказу лионского купца Серизье и в 1655 году она уже находилась в его коллекции, в Эрмитаже считают что картина была написана около 1654—1655 года. В 1685 году она принадлежала сыну министра финансов Франции Ж.-Б. Кольбера Ж.-Б. А. Кольберу маркизу Сеньлей. В 1717 году она находилась в собрании регента Франции герцога Филиппа II Орлеанского, но в инвентарной описи его собрания, составленной в 1727 году, картина уже не значится. Затем она находилась в Мюнхене в собрании Жозефа фон Дюфрена и в 1770 году была выставлена в Амстердаме на распродаже коллекции Ф. И. де Дюфрена, где её приобрёл для Эрмитажа П. Фуке .

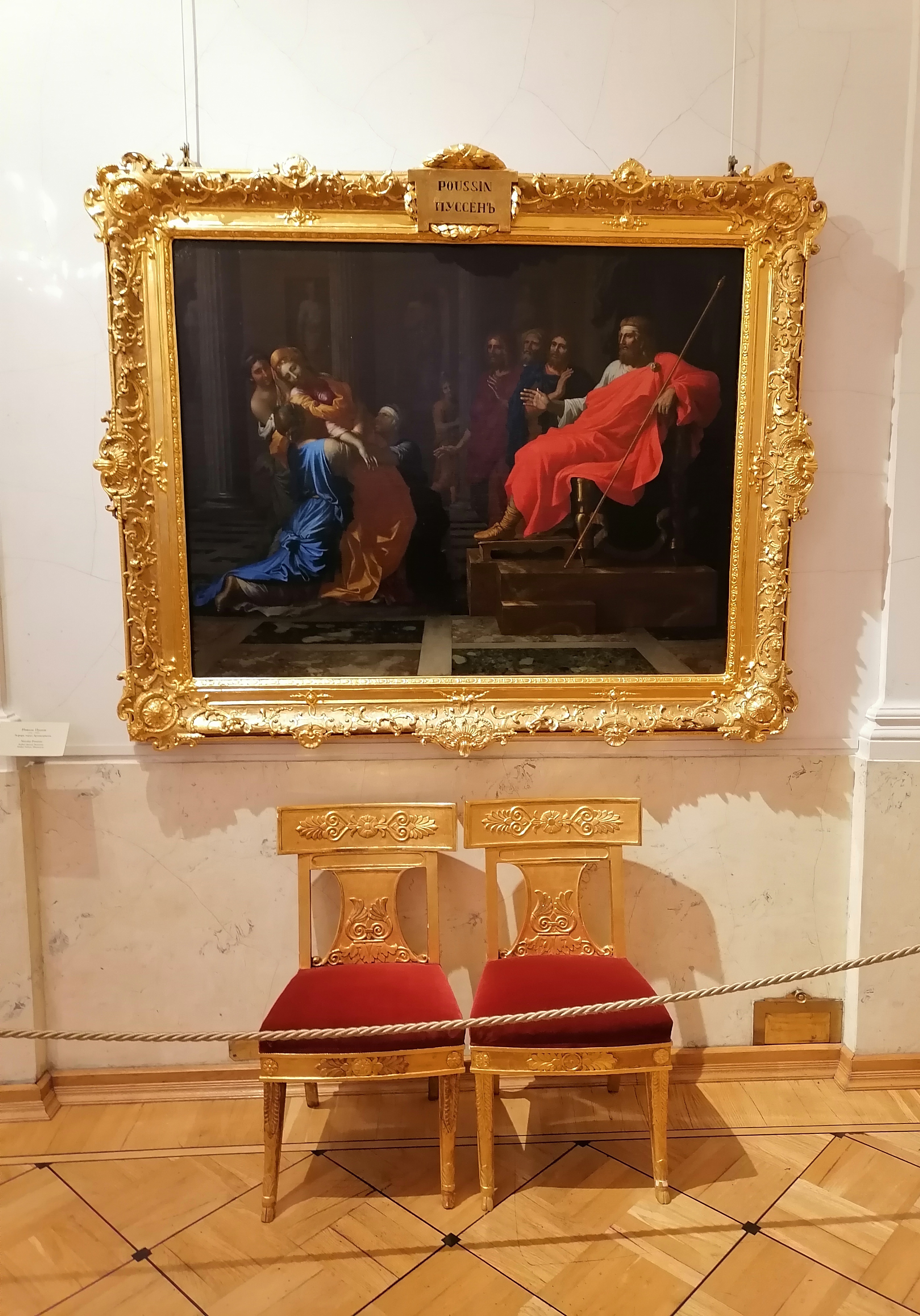
Картина в зале 279 Зимнего дворца

Картина выставляется в Зимнем дворце в зале 279.
Картина послужила источником вдохновения для работы Жана Жувене на этот же сюжет, которая находится в собрании городского музея Бурк-ан-Бреса. Также с картины в XVIII — начале XIX века было снято несколько гравюр .
Н. К. Серебряная следующими словами описывала картину:

Диагональная V-образная композиция, чётко ритмизированная торжественным чередованием колонн и ниш со статуями на втором плане, построена на противопоставлении фигуры Эсфири в золотистом платье, теряющей сознание от волнения, и статичной позы Артаксеркса на троне, с длинным золотым жезлом в руках. Драматизм столкновения воли и эмоций передан живописными средствами через потрясающее напряжение цвета. Одежды Артаксеркса лишены подобающих царю драгоценных украшений, но красный цвет его плаща настолько насыщен, что создаёт впечатление роскошного наряда .

## В культуре
Картина упоминается в романе И. В. Гёте «Избирательное сродство». В пятой главе второй части романа дочь главных героев Люциана по совету друзей решает изобразить несколько известных полотен в качестве «живых картин», в их числе и данную работу Пуссена. Сама Люциана предстала в образе Эсфири, а для роли Артаксеркса был выбран самый «осанистый и красивый мужчина» из числа гостей дома.